# Rubén Orihuela Gavilán
Rubén Orihuela Gavilán (València; 7 de setembre de 1987) és un gimnasta rítmic valencià, campió d'Espanya en modalitat masculina en 9 ocasions (2007, 2008, 2009, 2010, 2011, 2012, 2013, 2014 i 2016).

## Biografia esportiva
Nascut a València però resident habitual a Alfafar, Orihuela va començar a practicar gimnàstica rítmica als 10 anys, una disciplina tradicionalment femenina. El 2005, la RFEG va començar a permetre que algun dels dos llocs corresponents a cada comunitat autònoma en la categoria Open del Campionat d'Espanya Individual de Gimnàstica Rítmica, poguessin ser ocupats per homes. No obstant això, va deixar de permetre-ho després d'un comunicat de la FIG el gener de 2009 on indicava que «la gimnàstica rítmica és un esport només per a dones i la FIG no té regles per a la competició d'homes».
Després que la decisió de la RFEG fos criticada, el cas va ser reevaluat. El 9 de febrer, el llavors president de la Federació Espanyola, Antonio Esteban, va anunciar que es posaria en marxa un Campionat d'Espanya Individual Masculí de manera oficial i separat del Campionat d'Espanya Individual de Gimnàstica Rítmica, usant les mateixes regles que hi havia a la categoria Open. El primer Campionat d'Espanya Individual Masculí de Gimnàstica Rítmica es va celebrar a Gijón al maig de 2009, resultant-ne vencedor Rubén Orihuela en categoria sènior, igual que els dos anys anteriors. Rubén ha aconseguit els títols nacionals dels anys 2007, 2008, 2009, 2010, 2011, 2012, 2013, 2014 i 2016. El 2015 va obtenir el bronze.
Des de 2014 organitza un Campus de Gimnàstica Rítmica amb el seu nom. Rubén també ha actuat diverses vegades en la Gala Internacional de Gimnàstica Euskalgym, com el 9 de novembre de 2013, el 8 de novembre de 2014, quan va participar-hi de forma sorpresa al costat d'Almudena Cid i Jorge Blass durant la IX edició de la gala a Vitòria, el 7 de novembre de 2015, o el 18 de novembre de 2017, al costat de Gerard López i Eneko Lambea.

## Llegat i influència
Rubén és considerat un dels pioners de la gimnàstica rítmica masculina a Espanya. El seu paper en la consecució d'un campionat estatal masculí en la disciplina ha estat reconegut per gimnastes com Almudena Cid, qui va manifestar el 2014 que «Les jutges són gairebé tot dones i hi ha molt poca solidaritat amb els nois de rítmica, que n'hi ha […] Rubén Orihuela és un referent. Estem lluitant per a la igualtat dels nois. A nivell internacional la masculina no és considerada, però a Espanya sí ».

## Música dels exercicis
| Any         | Aparells                                                                       | Música |
| ----------- | ------------------------------------------------------------------------------ | --- |
| 2007 - 2008 | Cinta                                                                          | «Hijo de la luna» de Mecano, compost per José María Cano. |
| 2010        | Cèrcol                                                                         | «Smooth Criminal» de Michael Jackson, en la versió de David Garrett. |
| 2011        | Cèrcol                                                                         | «Express» i «Show Me How You Burlesque», de Christina Aguilera per a la banda sonora de Burlesque . |
| 2011        | Cinta                                                                          | «Le vent, le cri» de la banda sonora de Le Professionnel, composta per Ennio Morricone. |
| 2011        | Maces                                                                          | «Moonlight Rumba» (inspirada per Clar de luna de Beethoven) de Gustavo Montesano i la Royal Philharmonic Orchestra.                                                                                             |
| 2013        | Pilota                                                                         | «Sarajevo» de Max Richter. |
| 2014        | Exercici d'exhibició (Mans lliures) amb Almudena Cid i Jorge Blass a Euskalgym | «Txoria txori» de Mikel Laboa. |
| 2015        | Exercici d'exhibició (Mans lliures)                                            | Extracte sonor de la pel·lícula Muerte en Granada que inclou el poema «La cogida y la muerte» de Federico García Lorca recitat pel doblador espanyol Pedro Molina i la banda sonora composta per Mark McKenzie. |
| 2016        | Pilota                                                                         | «La Bohème» de Charles Aznavour. |
| 2016        | Maces                                                                          | Tema «El terrible suceso» de la banda sonora de La comunidad, composta per Roque Baños. |

## Filmografia

### Publicitat
- Spot de la puntera «Sensación» de Dvillena, llavors patrocinador de la RFEG (2014).[8]
- Spot de Nadal per Dvillena, llavors patrocinador de la RFEG (2015).[9]